# ФК Слобода Липе
ФК Слобода је cрпcки фудбалски клуб из Липе, град Смедерево. Тренутно се такмичи у Подунавско-шумадијскoj зони, четвртом такмичарском нивоу српског фудбала.
Вишеструки освајач Купа ОФС Смедерево и двоструки освајач Kупа ФС Подунавског округа (1974 и 2013).Највећи успех, у лигашким такмичењима, је освајање 1. места у Подунавској окружној лиги и пласман сениорског тима у Зона Дунав за сезону 2014/2015.Такође и пласман омладинског тима у Другу лигу ФС СЦГ за сезону 2004/2005 (одустали због финансијских проблема).Клуб броји више од 100 чланова и такмичи се у категорији  пионира, омладинаца и сениора. Са великим успехом у оквиру клуба такмичење имају школа фудбала и секција ветерана .

## Историја
Клуб је основан 1939. године. Боја клуба је плава.